# Baseball Grounds of Jacksonville
Der Baseball Grounds of Jacksonville ist ein Baseballstadion in Jacksonville, Florida.
Das Stadion ist die Heimspielstätte der Jacksonville Suns, die in der Double-A Southern League spielen. Die Suns sind verbunden mit dem Miami Marlins, die in der Major League Baseball spielen. Seit 2015 werden hier auch die Heimspiele des NASL-Fußball-Franchises Jacksonville Armada ausgetragen.
Das Stadion verfügt über ca. 6.000 Sitzplätze und kann bei Bedarf auf 11.000 erweitert werden. Am 25. März 2005 wurden mit 17.860 Zuschauern der bisherige Rekord erreicht. Dieses war bei einem Spiel in der Atlantic Coast Conference zwischen der Florida State University und der University of North Carolina.

## Lage
Das Stadion befindet sich in Downtown Jacksonville zwischen der Jacksonville Veterans Memorial Arena und dem EverBank Field.

## Geschichte
Im Rahmen des Better Jacksonville Plan, einem Programm zur Verbesserung der Wachstumschancen der Stadt, wurde im Dezember 2001 mit dem Bau des Stadions begonnen. Insgesamt kostete der Jacksonville Baseball Park, so der damalige Arbeitstitel während der Bauphase, 34 Millionen US-Dollar. Bei seiner Fertigstellung im Jahr 2003 war es das erste Projekt des Better Jacksonville Plan, dessen Bau komplett abgeschlossen war.
Neben den Spielen der Suns wurden von 2005 bis 2008 hier die Meisterschaftsspiele der Atlantic Coast Conference im Baseball ausgetragen.
Zu den regelmäßigen Veranstaltungen zählt das alljährlich ausgetragene Spiel zwischen den Universitätsmannschaften Florida Gators und Florida State Seminoles.

## Ausstattung
Der Baseball Grounds of Jacksonville verfügt über 6.000 Sitzplätze und kann auf 11.000 erweitert werden. Es wurde im Stil eines älteren Baseballparks mit klassischer Verklinkerung gebaut. Im Stadion befinden sich 12 Logen, die oberhalb des Spielfeldes liegen und 4 Aussichtsplattformen. Es gibt eine große Video- und Punkteleinwand. Des Weiteren gibt es einen Souvenirladen und einen Sanitäterbereich.